# HA-Tag
Das HA-Tag ist ein Protein-Tag, der bei der Erzeugung und Charakterisierung von rekombinanten Proteinen verwendet wird.

## Eigenschaften
Das HA-Tag basiert auf einem Teil des Hämagglutinins (Position 98–106) und besitzt die Aminosäuresequenz YPYDVPDYA. Es wurde 1988 von J. Field und Kollegen veröffentlicht und ist eines der älteren Protein-Tags. Die monoklonalen Antikörper 12CA5 (Mausursprung) und 3F10 (Rattenursprung) binden an das HA-Tag. Es kann am N- oder C-Terminus des Proteins angehängt werden. Zur Erhöhung der Antikörperbindung kann es bis zu dreimal in Serie verwendet werden. Das HA-Tag eignet sich nicht zur Reinigung von Proteinen aus apoptotischen Zellen, da es durch die Caspase-3 und Caspase-7 nach der Sequenz DVPD abgespalten wird.